# أوبان 4 (فيينا)
أوبان 4 (بالألمانية: U-bahn 4) هو خط قطار تحت الأرض في مدينة فيينا في النمسا. فيه حالياً عشرون محطة وطوله 16.5 كم ويصل من محطة هوتيلدورف (Hütteldorf) إلى محطة هيليغينشدت (Heiligenstadt). يلتقي بالخط السادس في لينغينفيلدغاسيه (Längenfeldgasse)، وبالخط الأول والثاني في كارلزبلاتس(Karlsplatz)، والخط الثالث في لاندشتراسيه (Landstraße)، وفي الخط الأول في شفيدينبلاتس (Schwedenplatz)، والخط الثاني في شوتينرينغ (Schottenring)، والخط السادس في شبتيلاو (Spittelau). تم افتتاحه عام 1976.